# Jean Broc

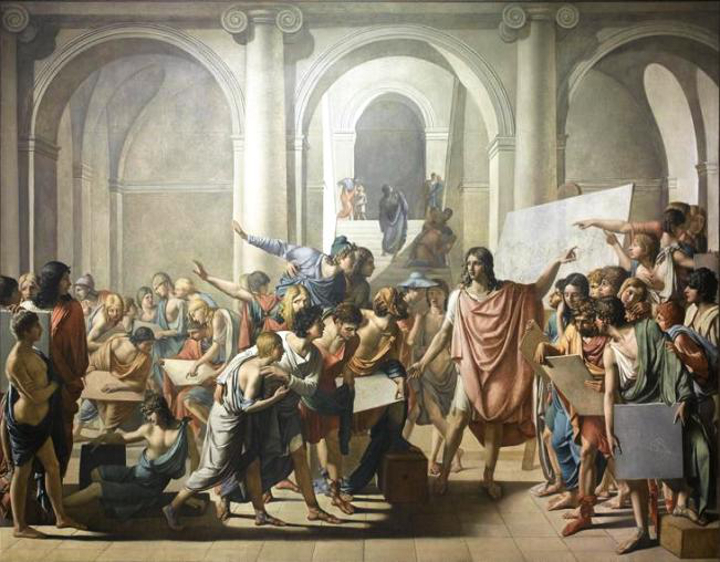
Schule von Apelles

Jean Broc (* 16. Dezember 1771 in Montignac; † 1850 in Lopatyn) war ein französischer Porträt- und Historienmaler.
Jean Broc wurde 1793 von den Revolutionsarmeen eingesetzt und nahm am Vendée-Krieg teil. Ende 1797 wurde er Schüler im Atelier von Jacques-Louis David. In dessen Atelier wurde er Mitglied der Künstlergruppe „Barbus“. Er verließ das Atelier von David vor 1801.
Er präsentierte auf dem Salon de Paris von 1800 die „Schule von Apelles“ (Paris, Louvre), ein Werk, das zum Manifest der Gruppe der Barbus oder „Denker“ oder „Primitiven“ wurde.
Im folgenden Jahr stellte er im Salon den „Tod des Hyacinthus“ aus (Poitiers, Musée St. Croix), einen weiteren ästhetischen Manifest der Primitiven.
Später erhielt er einige offizielle Aufträge (darunter im Jahr 1805 ein Porträt von Marschall Nicolas Jean-de-Dieu Soult für den Salon des Maréchaux im Palais des Tuileries).
Ab 1814 gab er Zeichenunterricht. Zu seinen Schülern gehörte Guillaume Bodinier (1795–1872).
Seine Tochter Marie-Louise-Alice heiratete 1834 in Paris den polnischen General Józef Dwernicki. Jean Broc starb 1850 während eines Besuches bei seiner Tochter im polnischen Łopatyn.